# 위니베르시테역
위니베르시테역(튀르키예어: Üniversite)은 터키 부르사에 위치한의 부르사 지하철 2호선의 철도역이다.

## 역 주변
- 부르사 울루다그 대학